# Richtersia demani
Richtersia demani är en rundmaskart. Richtersia demani ingår i släktet Richtersia och familjen Richtersiidae. Arten är reproducerande i Sverige. Inga underarter finns listade i Catalogue of Life.